# Hordeum
Genre

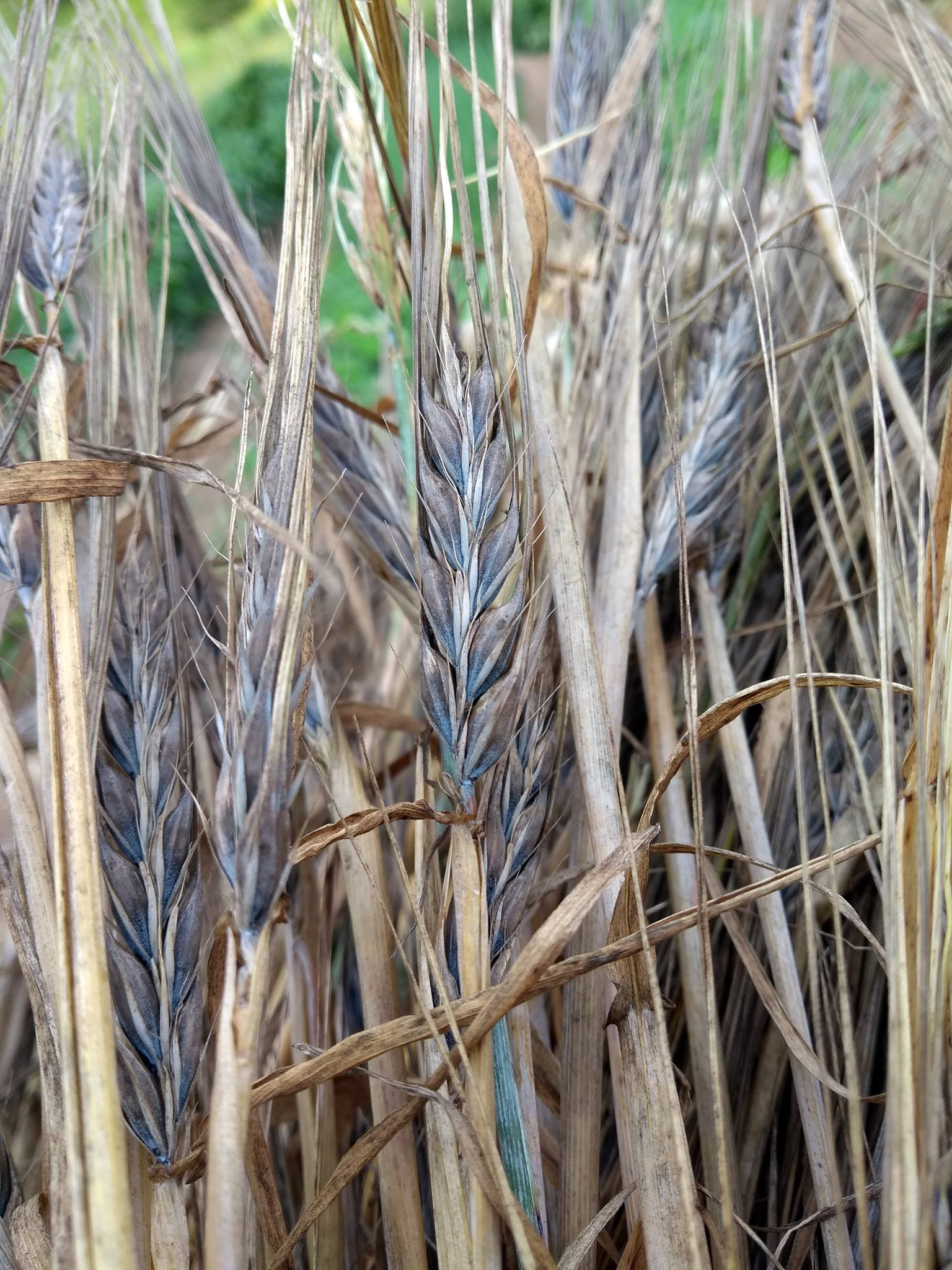
Orge bleue

Hordeum (les orges) est un genre de plantes monocotylédones de la famille des Poaceae (graminées), sous-famille des Pooideae, originaire de la plupart des régions tempérées du monde.
Ce genre, qui appartient à la même tribu des Triticeae que le seigle (Secale) et le blé (Triticum),  comprend une trentaine d'espèces, parmi lesquelles figure l'orge commune (Hordeum vulgare), largement cultivée comme céréale pour l'alimentation animale et humaine et pour la brasserie.
Ce sont des plantes herbacées, annuelles ou vivaces, cespiteuses, dont les tiges (chaumes) peuvent atteindre 1,3 m de haut. Elles se distinguent des autres espèces de Triticeae par leur épillets groupés dans les épis par « triplets », contenant chacun trois épillets formés d'un seul fleuron, les épillets latéraux étant parfois stériles.
Certaines espèces ont une importance économique, soit comme céréales, soit comme plantes fourragères, ou encore comme mauvaises herbes des cultures, nuisibles par la concurrence qu'elles exercent sur les plantes cultivées, mais aussi comme réservoir d'agents phytopathogènes (virus ou champignons). Les espèces sauvages du genre Hordeum constituent aussi une source de gènes intéressants pour l'amélioration des espèces domestiquées (gènes de résistance aux maladies ou à la sécheresse par exemple).

## Caractéristiques générales

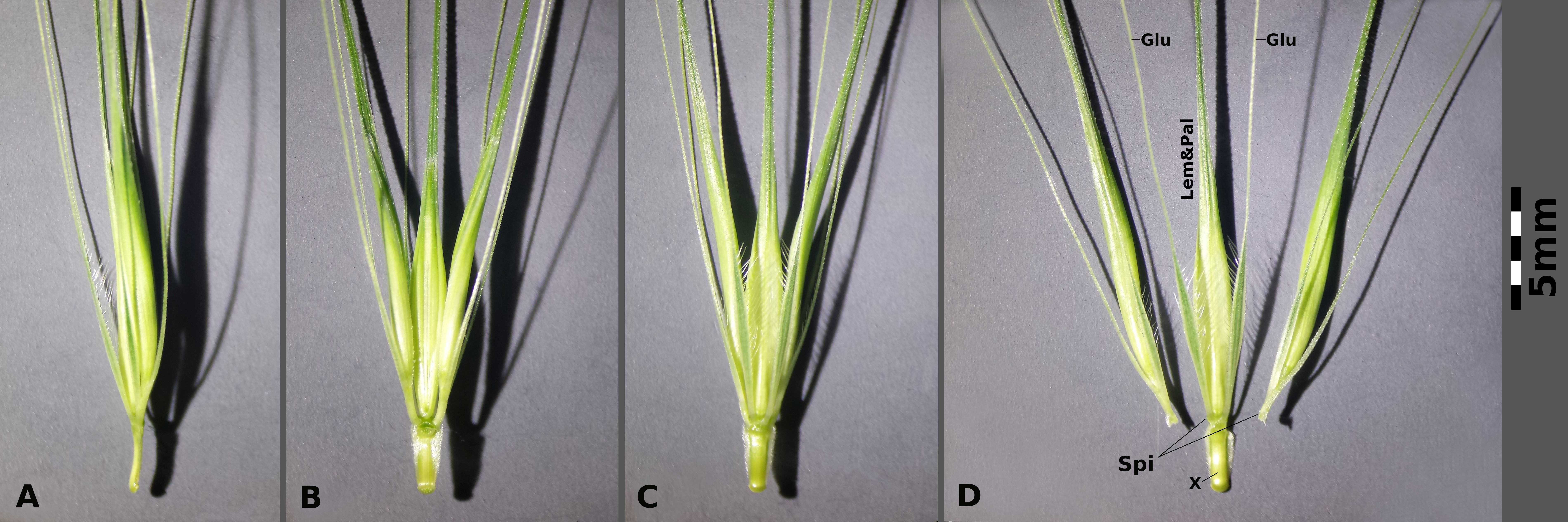
Triplet d'épillets (Hordeum murinum subsp. murinum).

Les espèces du genre Hordeum (orges) sont des plantes herbacées, annuelles ou vivaces, cespiteuses ou à tiges isolées, de 3 à 130 cm de haut. Le limbe foliaire est linéaire, généralement étroit (de 1,5 à 15 mm de large), généralement plat, parfois enroulé, rarement sétacé. La ligule, membraneuse et tronquée, est courte (de 0,5 à 1 mm de long). L'extrémité de la gaine est parfois auriculée.
L'inflorescence est un faux épi portant des épillets groupés en triplets sur des axes contractés. Les épillets peuvent être sessiles ou pédicellés, généralement l'épillet central de chaque triplet est sessile et les épillets latéraux pédicellés. Les épillets, uniflores, sous-tendus par deux glumes plus ou moins égales, de texture coriace, peuvent être hermaphrodites (fertiles) ou mâles seulement ou stériles. Les épillets latéraux sont souvent mâles ou stériles, les épillets stériles pouvant se réduire à des arêtes. Les fleurs fertiles, insérées entre des glumelles de même texture que les glumes, le plus souvent aristées, comptent trois étamines et deux stigmates.
Le fruit est un caryopse qui peut être libre ou adhérent aux glumelles, oblong, comprimé dorsoventralement et sillonné longitudinalement. Le hile linéaire est relativement long. L'embryon est petit. L'endosperme, dur, sans lipides, contient seulement des grains d'amidon simples.

## Génétique

### Cytologie
Le nombre chromosomique de base est x = 7. Les espèces sont diploïdes (2n=14), tétraploïdes (2n= 28) ou hexaploïdes (2n= 42).
Les chromosomes sont « grands ». La taille de l'ADN nucléaire haploïde est de 5,5 pg (moyenne sur 15 espèces).

### Hybridation
Des hybrides intergénériques peuvent se produire avec des espèces des genres Elytrigia (×Elytrordeum Hylander, ×Elyhordeum Zizan & Petrowa), Agropyron (×Agrohordeum A. Camus), Secale (×Hordale Ciferri & Giacom.), Sitanion (×Sitordeum Bowden), Triticum (×Tritordeum Aschers. & Graebn.).

## Distribution
Le genre Hordeum a une très large distribution, puisque son aire de répartition recouvre la plupart  des régions tempérées de l'hémisphère nord et de l'hémisphère sud. Elle atteint même des régions subtropicales en Amérique du Sud et des zones de climat arctique en Amérique du Nord et en Asie. Ses espèces sont présentes depuis le niveau de la mer jusqu'à des altitudes supérieures à 4 500 m dans les Andes et l'Himalaya. On considère qu'il existe quatre « centres de diversité » du genre Hordeum, c'est-à-dire de zones dans lesquelles se rencontrent le plus grand nombre d'espèces : le sud-ouest de l'Asie, qui inclut le « Croissant fertile » où l'orge commune a été domestiquée, l'Asie centrale, l'ouest de l'Amérique du Nord et le sud de l'Amérique du Sud, où se rencontrent 17 espèces indigènes.
La distribution des différentes espèces est très contrastée : la plupart des espèces ont une aire de répartition restreinte, quelques-unes, comme Hordeum brevisubulatum, Hordeum  bulbosum et Hordeum  brachyantherum, ont une distribution très vaste. Certaines espèces, telles que Hordeum erectifolium (centre de l'Argentine), Hordeum guatemalense (nord du Guatemala) et Hordeum arizonicum (sud des États-Unis et nord du Mexique), ne sont connues que dans quelques stations, voire une seule. Quelques-unes, comme  Hordeum murinum, Hordeum marinum et  Hordeum jubatum, se sont répandues comme mauvaises herbes (adventices) dans de nombreuses régions du monde.

## Taxinomie

### Synonymes
Selon GRIN :
- Critesion Raf.
- Critho E. Mey.
- Zeocriton Wolf

### Liste d'espèces
Selon The Plant List (4 janvier 2018) :
- Hordeum aegiceras Nees ex Royle
- Hordeum arizonicum Covas
- Hordeum blomii Thell.
- Hordeum bogdanii Wilensky
- Hordeum brachyantherum Nevski
- Hordeum brachyatherum Phil.
- Hordeum brevisubulatum (Trin.) Link
- Hordeum bulbosum L.
- Hordeum californicum Covas & Stebbins
- Hordeum capense Thunb.
- Hordeum chilense Roem. & Schult.
- Hordeum comosum J.Presl
- Hordeum cordobense Bothmer, N.Jacobsen & Nicora
- Hordeum depressum (Scribn. & J.G.Sm.) Rydb.
- Hordeum distichon L.
- Hordeum erectifolium Bothmer, N.Jacobsen & R.B.Jørg.
- Hordeum euclaston Steud.
- Hordeum flexuosum Steud.
- Hordeum fuegianum Bothmer, N.Jacobsen & R.B.Jørg.
- Hordeum guatemalense Bothmer, N.Jacobsen & R.B.Jørg.
- Hordeum halophilum Griseb.
- Hordeum intermedium (Körn.) Carleton
- Hordeum jubatum L. (orge à crinière)
- Hordeum lagunculciforme (Bachteev) Nikif.
- Hordeum lagunculiforme Bacht.
- Hordeum lechleri (Steud.) Schenck
- Hordeum marinum Huds. (oreg marine)
- Hordeum montanense Scribn. ex Beal
- Hordeum murinum L. (orge des rats)
- Hordeum muticum J.Presl
- Hordeum nutans Alef.
- Hordeum parodii Covas
- Hordeum patagonicum (Hauman) Covas
- Hordeum pavisii Préaub.
- Hordeum procerum Nevski
- Hordeum pubiflorum Hook.f.
- Hordeum pusillum Nutt.
- Hordeum roshevitzii Bowden
- Hordeum secalinum Schreb.
- Hordeum spontaneum K.Koch (orge sauvage)
- Hordeum stenostachys Godr.
- Hordeum tetraploidum Covas
- Hordeum vulgare L. (orge commune)